# Jürgen Margref
Jürgen Margref (* 6. Januar 1969 in Köln) ist ein ehemaliger deutscher Fußballspieler.

## Laufbahn
Im Jahr 1990 rückte Margref aus der Jugend von Rot-Weiss Essen in die erste Mannschaft. Er wurde recht schnell Stammspieler und absolvierte in der zweiten und dritten Liga zusammen 201 Spiele für RWE, davon 53 Spiele in der  zweiten Bundesliga (4 Tore). Im Zuge des Lizenzentzuges von Rot-Weiss Essen verließ der Mittelfeldspieler den Verein und spielte noch 2 Jahre für die Sportfreunde Siegen, wo ihm zweimal knapp der Aufstieg in die zweite Bundesliga verwehrt blieb (70 Spiele in Liga 3). Seine Karriere ließ er bei der SSVg Velbert ausklingen. Im Jahr 2003 fing er als Spielertrainer bei den Sportfreunden Niederwenigern aus Hattingen an, wo er bis 2020 als Trainer tätig war.
Sein wohl größter Erfolg war neben zwei Aufstiegen in die zweite Bundesliga, die Teilnahme am DFB-Pokalfinale 1994 (1:3-Niederlage gegen Werder Bremen).
Seit 1996 betreibt er zusammen mit dem Ex-Fußballprofi Dirk Helmig eine Fußballschule. Im Jahr 2004 eröffneten sie die Fußballschule in einer eigenen Halle in Duisburg unter dem Gesellschaftsnamen Helmig & Margref GbR. 
Jürgen Margref wohnt in Hattingen, ist verheiratet und hat zwei Söhne.